# Luiz Pastore
Luiz Osvaldo Pastore (São Paulo, 10 de julho de 1949) é um empresário e político brasileiro, filiado ao Movimento Democrático Brasileiro (MDB). Atualmente, como primeiro-suplente, exerce mandato de Senador da República pelo Espírito Santo, após a senadora Rose de Freitas pedir licença do cargo.
Empresário no setor de importação e industrial em Vila Velha, foi primeiro-suplente do senador Gerson Camata entre os anos de 1994 e 2003, assumindo como titular no final do mandato. Nas eleições de 2014, foi novamente eleito primeiro-suplente, naquela ocasião de Rose de Freitas. Assumiu o mandato em novembro de 2019. Deixou a Câmara Alta em 25 de outubro de 2022 do congresso após o fim da licença da titular Rose de Freitas.